# Glen Gray and the Casa Loma
Glen Gray and the Casa Loma est un grand orchestre composé de musiciens d'origine européenne, fondé en 1925.
Glen Gray obtient un numéro 1 aux États-Unis en février 1944 avec My Heart Tells Me (Should I Believe My Heart).

## Discographie
- Capitol W747 Casa Loma Hi-Fi (mono)
- Capitol T856 Casa Loma Caravan (mono)
- Capitol SW1022 Sounds Of The Great Bands! (stereo)
- Capitol ST1067 Sounds Of The Great Bands! Volume 2 (stereo)
- Capitol ST1234 Solo Spotlight (stereo)
- Capitol ST1289 Swingin' Decade! (stereo)
- Capitol ST1400 Swingin' Southern Style (stereo)
- Capitol ST1506 Please, Mr. Gray (stereo)
- Capitol DT1588 Sounds Of The Great Casa Loma (duophonic)
- Capitol ST1615 Shall We Swing? (stereo)
- Capitol ST1739 Sounds Of The Great Bands! Volume 5 (stereo)
- Capitol ST1812 Sounds Of The Great Bands! Volume 6 (stereo)
- Capitol ST1938 Sounds Of The Great Bands! Volume 7 (stereo)
- Capitol ST2014 Sounds Of The Great Bands! Volume 8 (stereo)
- Capitol ST2131 Sounds Of The Great Bands! Volume 9 (stereo)
- Capitol DKAO-375 Glen Gray's Greatest! (duophonic)
- Enregistrement : Wite Jazz (1931).